# رزالیند مارچ
رُزالیند مارچ (انگلیسی: Rosalind March) بازیگر اهل بریتانیا است.
از فیلم‌ها یا مجموعه‌های تلویزیونی که وی در آن‌ها نقش داشته‌است، می‌توان به نیکلاس نیکلبی، آدمکشان میدسامر، بی‌عیب، شرق شرق است، شهر هالبی و پوآرو اشاره نمود.